# Stéphane Fratacci
Pour les articles homonymes, voir Fratacci.
Stéphane Fratacci, né le 2 juin 1963 à Monaco, est un haut fonctionnaire français.
Il est préfet, puis directeur de cabinet du ministre de l'Intérieur du 19 mai 2017 au 16 octobre 2018.

## Biographie
Diplômé d’HEC et ancien élève de l’école nationale d'administration (Promotion « Liberté-Égalité-Fraternité »), Stéphane Fratacci commence sa carrière de haut fonctionnaire en 1989 comme auditeur au Conseil d’État, dont il deviendra maître des requêtes.
De 1996 à 1998, il est « chargé de mission auprès du directeur général de France 2 ».
Le 15 juillet 1998 il est nommé du directeur, adjoint au directeur général de l'administration et de la fonction publique.
Stéphane Fratacci est ensuite directeur des libertés publiques et des affaires juridiques au ministère de l’Intérieur de 2001 à 2006.
Nommé préfet de l'Aisne de 2007 à 2009 puis secrétaire général du ministère de l'Immigration, de l'Intégration, de l'Identité nationale et du Développement solidaire en juin 2009, il est nommé préfet du Doubs en novembre 2012. Il est chargé du dossier de l'affaire Leonarda.
Nommé le 15 juillet 2015, Stéphane Fratacci prend ses fonctions de préfet du Bas-Rhin et de la région Alsace le 3 août 2015. Il est nommé préfet de la grande région Alsace-Champagne-Ardenne-Lorraine le 16 décembre 2015. Le 19 mai 2017, il est nommé directeur de cabinet de Gérard Collomb, ministre d'État, ministre de l'Intérieur, dans le gouvernement Édouard Philippe. A compter du 2 janvier 2019, il est nommé pour trois ans directeur général de la Chambre de commerce et d'industrie de Paris,.

## Récompenses et distinctions

### Décorations
- Chevalier de la Légion d'honneur Il est fait chevalier le 22 avril 2011[12].
- Officier de l'ordre national du Mérite Il est fait chevalier le 13 mai 2005[13], puis est promu officier le 15 mai 2015[14].